# عروسی از وگاس
عروسی از وگاس (ارمنی: Հարսնացուն Վեգասից; انگلیسی: The Bride from Vegas) یک فیلم کمدی و ماجرایی عاشقانه آمریکایی محصول سال ۲۰۱۴ به کارگردانی آرتور بابایان و به تهیه کنندگی ادموند گریگوریان می‌باشد. این فیلم در منطقه روستایی ارمنستان و همچنین در لوس آنجلس و وگاس اتفاق می‌افتد. در این بازیگرانی همچون سالی کرکلند، لوون شارافیان و آلا تومانیان نقش آفرینی کرده‌اند.